# Talar (1811–1814)
Talar (1811–1814) – moneta talarowa Księstwa Warszawskiego, o równowartości 6 złotych, bita na podstawie dekretu Fryderyka Augusta, króla saskiego, księcia warszawskiego, z 25 czerwca 1810 r.

## Awers
Na tej stronie umieszczono prawy profil popiersia księcia warszawskiego Fryderyka Augusta, dookoła otokowy napis:

FRID. AVG. REX SAX. DUX VARSOV.

tzn. Fryderyk August król saski, książę warszawski.

## Rewers
W centralnej części znajduje się herb sasko-polski – na dwupolowej tarczy nakrytej królewską koroną saską, w lewym polu herb saski, w prawym polu orzeł polski. Po bokach tarczy umieszczono dwie skrzyżowane gałązki palmowe, po obu stronach skrzyżowania gałązek znak intendenta mennicy w Warszawie – I.B. (Jakub Benik 1811, 1812, 1814). U góry, po obydwu stronach korony, znajduje się rok bicia 18 11, 18 12 lub 18 14, na samym dole napis „TALAR”.

## Opis
Monetę bito w mennicy w Warszawie, w srebrze próby 719, na krążku o średnicy 38 mm, masie 22,8 grama, z rantem ozdobionym ornamentem. Według sprawozdań mennicy w latach 1811–1814 w obieg wpuszczono 53 884 sztuk talarów. Stopień rzadkości poszczególnych roczników przedstawiono w tabeli:
| Rocznik    | Stopień rzadkości | Liczba egzemplarzy | Zdjęcie |
| ---------- | ----------------- | ------------------ | ------- |
| talar 1811 | R3                | 601–3000           |         |
| talar 1812 | R2                | 3001–15 000        |         |
| talar 1814 | R3                | 601–3000           |         |